# Kraft I. von Toggenburg

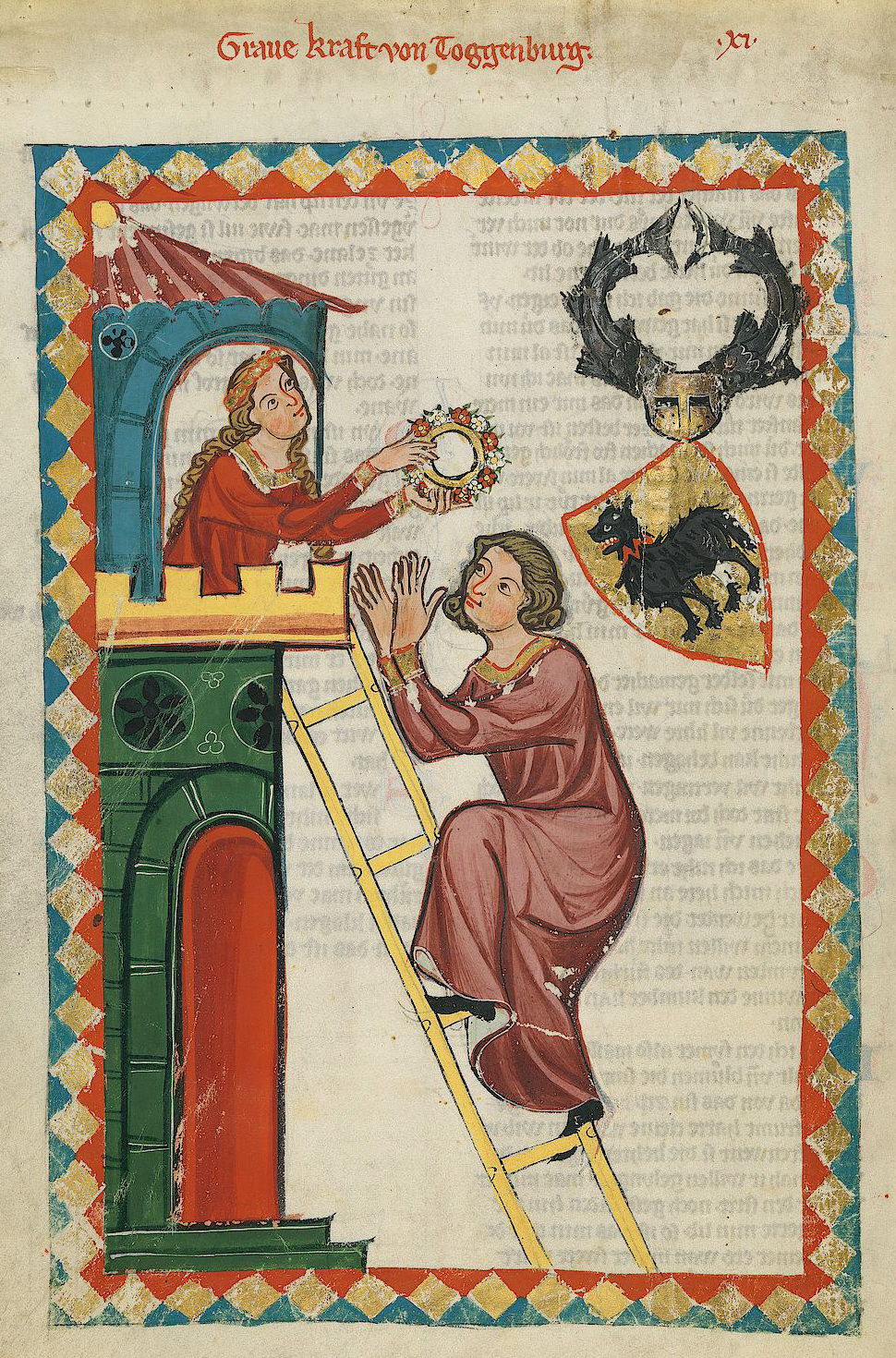
Kraft von Toggenburg

Kraft I. von Toggenburg (* vor 1228; † vor dem 26. September 1254) war ein Graf aus dem Adelsgeschlecht der Toggenburger. Vermutlich ist er identisch mit dem im Codex Manesse erwähnten Minnesänger Grave Kraft von Toggenburg.

## Leben
Kraft I. war der Sohn des Diethelm II. von Toggenburg (erwähnt 1209–1236/47). Sein Leben war geprägt von einer Familienfehde: Diethelm II. soll als Drahtzieher des Mordes an seinem Bruder Friedrich beteiligt gewesen sein. Diese Sicht der Dinge wurde bis in die Moderne kolportiert, aber es ist möglich, dass es sich bei dem Mord um eine konzertierte Aktion geistlicher Machthaber um den Abt von St. Gallen handelte, um den Einfluss der Toggenburger Grafen zu schwächen. In der Folge verloren die Toggenburger Besitztümer. Kraft I. führte den Kampf seines Vaters weiter, die verlorenen Besitz- und Rechtsansprüche wiederzugewinnen. Ab 1244 und bis 1249 reiste Kraft I. bis Lyon und ins Elsass und nahm an kriegerischen Handlungen teil. Im Jahr 1254 wurde er angeblich von einem Edelknecht namens Locher ermordet, da Kraft I. dessen Bruder getötet haben soll.

## Dichtung und Werk
Dem Grafen werden sieben im Codex Manesse bezeugte, künstlerisch ansprechende Minnelieder zugeschrieben. Die Liebeslieder verraten einen Schüler Heinrich von Veldekes.
Seine Namensvettern Kraft II. und Kraft III. kommen als Autoren der Minnelieder aus chronologischen Gründen nicht in Frage.
Eine Neuerung für seine Zeit bedeutet die eingehende Aufzählung der Schönheiten seiner Dame im neunten Gedicht.